# هوي أكتسيون

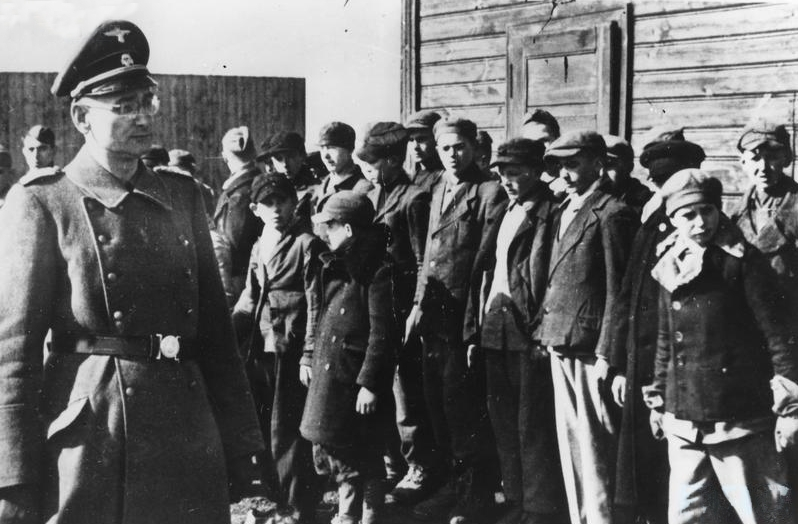
الفتيان في معسكر اعتقال الأطفال الرئيسي في لودز، والذي ينتمي إليه KZ Dzierżązna للفتيات البولنديات اللائي لم يبلغن من العمر ثماني سنوات

هوي أكتسيون (بالألمانية: Heuaktion)  عملية قامت بها ألمانيا النازية في الحرب العالمية الثانية، حيث تم اختطاف ما بين 40 إلى 50.000 طفل بولندي تتراوح أعمارهم بين 10 و14 عامًا على أيدي القوات الألمانية وتم نقلهم إلى ألمانيا كعمال عبيد. كان مصطلح "heuaktion" هو اختصار للمشردين (heimatlos ، elternlos unterkunftslos، أي "HEU"). بعد وصولهم إلى ألمانيا، تم تسليم الأطفال إلى منظمة تودت ويونكرز. كانت نية الاختطاف الجماعي هي الضغط على السكان البالغين في المناطق المحتلة للتسجيل كعمال في الرايخ، وإضعاف «القوة البيولوجية» لمناطق الجمهوريات السوفياتية التي غزتها ألمانيا.

## خلفية
كان ألفريد روزنبرغ، رئيس وزارة الرايخ للأراضي الشرقية المحتلة، في الأصل يخشى أن يُنظر إلى استهداف الأطفال الذين تتراوح أعمارهم بين 10 و14 عامًا على أنه عملية اختطاف بسيطة، واقترح بدلاً من ذلك خطف الأطفال الأكبر سنًا الذين تتراوح أعمارهم بين 15 و17 عامًا. حثه الجيش الألماني التاسع على الموافقة على خطف الأطفال الصغار. 
تم نقل الأطفال إلى معسكرات خاصة للأطفال تدعى معسكرات تربية الأطفال Kindererziehungslager، حيث اختار الألمان أطفالًا جعلتهم صفاتهم العرقية مناسبة للألمنة. أُرسل الأطفال الذين يعتبرون غير مناسبين للألمنة إما للعمل القسري أو إلى معسكرات الاعتقال، بما في ذلك أوشفيتز، بعد شطب شهادات ميلادهم.
تم اختطاف الأطفال من قبل مجموعة الجيوش الوسطى والجيش الثاني، الذي وقع رئيس أركانه، هينينج فون تريسكو، أمرًا بخطف الأطفال في 28 يونيو 1944.
وصلت العملية إلى ذروتها في عام 1944، ولكن نتيجة للحرب لم يتم تنفيذ عمليات الاختطاف بشكل كامل.

## بعد الحرب
صنفت محاكمات نورمبرغ اختطاف الأطفال كجزء من البرنامج النازي للإبادة الجماعية.